# National Division One 1993-1994
National Division One 1993-94 fu il 7º campionato nazionale inglese di rugby a 15 di prima divisione.
Si tenne dal 12 settembre 1993 al 30 aprile 1994 tra 10 squadre, che si incontrarono a girone unico su 18 turni, per la prima volta con la formula della doppia gara d'andata e ritorno.
Il campionato fu noto come Courage Clubs' Championship Division One a seguito di accordo di naming stipulato nel 1987 con il birrificio inglese John Courage e rinnovato nel 1993.
La competizione vide imporsi alla distanza il Bath, al suo quarto titolo consecutivo e quinto complessivo, cui solo il Leicester fu capace di opporsi fino alla penultima giornata, allorquando il club del Somerset, all'ultimo anno sotto la guida di Jack Rowell in procinto di assumere la guida della nazionale inglese, si aggiudicò matematicamente la vittoria finale.
A retrocedere in National Division Two furono altresì London Irish e la neopromossa Newcastle Gosforth.
Il valore delle marcature, come stabilito dall’IRFB nel 1992, era: 5 punti per ciascuna meta (7 se trasformata), 3 punti per la realizzazione di ciascun calcio piazzato, idem per il drop.

## Squadre partecipanti
- Bath
- Bristol
- Gloucester
- Harlequins (Londra)
- Leicester
- London Irish (Londra)
- Newcastle Gosforth (Newcastle upon Tyne)
- Northampton
- Orrell
- Wasps (Londra)

## Risultati
| 12-9-1993  | 1ª/10ª giornata           | 8-1-1994  |
| ---------- | ------------------------- | --------- |
| 10-18      | Bristol – Bath            | 0-9       |
| 9-9        | Gloucester – Wasps        | 18-29     |
| 30-15      | Harlequins – London Irish | 33-7      |
| 19-10      | Northampton – Leicester   | 9-35      |
| 42-12      | Orrell – Newcastle        | 12-13     |
|            |                           |           |
| 2-10-1993  | 4ª/13ª giornata           | 12-3-1994 |
| 46-17      | Bath – Gloucester         | 16-6      |
| 22-31      | Bristol – Northampton     | 19-22     |
| 38-6       | Leicester – Wasps         | 15-13     |
| 19-6       | London Irish – Orrell     | 3-24      |
| 3-22       | Newcastle – Harlequins    | 5-12      |
|            |                           |           |
| 20-11-1993 | 7ª/16ª giornata           | 10-4-1994 |
| 19-14      | Gloucester – Northampton  | 3-19      |
| 9-6        | Leicester – Bath          | 6-14      |
| 9-13       | Newcastle – London Irish  | 19-17     |
| 21-20      | Orrell – Harlequins       | 20-13     |
| 34-8       | Wasps – Bristol           | 15-16     |

| 19-9-1993 | 2ª/11ª giornata           | 15-1-1994 |
| --------- | ------------------------- | --------- |
| 37-9      | Bath – Northampton        | 30-9      |
| 23-18     | Leicester – Orrell        | 18-0      |
| 0-16      | London Irish – Bristol    | 8-21      |
| 12-12     | Newcastle – Gloucester    | 9-15      |
| 18-15     | Wasps – Harlequins        | 17-22     |
|           |                           |           |
| 9-10-1993 | 5ª/14ª giornata           | 12-3-1994 |
| 9-10      | Gloucester – London Irish | 15-12     |
| 15-7      | Harlequins – Northampton  | 14-15     |
| 13-22     | Newcastle – Leicester     | 5-66      |
| 16-13     | Orrell – Bristol          | 17-30     |
| 13-19     | Wasps – Bath              | 8-24      |
|           |                           |           |
| 4-12-1993 | 8ª/17ª giornata           | 23-4-1994 |
| 28-0      | Bristol – Newcastle       | 22-13     |
| 12-14     | Harlequins – Bath         | 13-32     |
| 10-22     | London Irish – Leicester  | 3-38      |
| 15-17     | Northampton – Wasps       | 11-24     |
| 6-10      | Orrell – Gloucester       | 25-30     |

| 25-9-1993  | 3ª/12ª giornata            | 29-1-1994 |
| ---------- | -------------------------- | --------- |
| 14-23      | Gloucester – Leicester     | 8-28      |
| 15-20      | Harlequins – Bristol       | 18-20     |
| 23-12      | Northampton – London Irish | 16-13     |
| 15-18      | Orrell – Bath              | 7-13      |
| 38-21      | Wasps – Newcastle          | 18-16     |
|            |                            |           |
| 13-11-1993 | 6ª/15ª giornata            | 26-3-1994 |
| 46-3       | Bath – Newcastle           | 29-5      |
| 16-12      | Bristol – Gloucester       | 24-6      |
| 3-10       | Leicester – Harlequins     | 25-13     |
| 14-29      | London Irish – Wasps       | 22-21     |
| 9-13       | Northampton – Orrell       | 6-27      |
|            |                            |           |
| 11-12-1993 | 9ª/18ª giornata            | 30-4-1994 |
| 28-8       | Bath – London Irish        | 32-31     |
| 24-20      | Gloucester – Harlequins    | 20-38     |
| 21-9       | Leicester – Bristol        | 22-40     |
| 8-28       | Newcastle – Northampton    | 23-43     |
| 28-16      | Wasps – Orrell             | 24-42     |

## Classifica
| Pos | Squadra            | G  | V  | N | P  | PF  | PS  | DP   | Pt |
| --- | ------------------ | -- | -- | - | -- | --- | --- | ---- | -- |
| 1   | Bath               | 18 | 17 | 0 | 1  | 431 | 181 | +250 | 34 |
| 2   | Leicester          | 18 | 14 | 0 | 4  | 425 | 210 | +215 | 28 |
| 3   | Wasps              | 18 | 10 | 1 | 7  | 362 | 340 | +22  | 21 |
| 4   | Bristol            | 18 | 10 | 0 | 8  | 331 | 276 | +55  | 20 |
| 5   | Northampton        | 18 | 9  | 0 | 9  | 305 | 342 | −37  | 18 |
| 6   | Harlequins         | 18 | 8  | 0 | 10 | 333 | 287 | +46  | 16 |
| 7   | Orrell             | 18 | 8  | 0 | 10 | 327 | 302 | +25  | 16 |
| 8   | Gloucester         | 18 | 6  | 2 | 10 | 247 | 356 | −109 | 14 |
| 9   | London Irish       | 18 | 4  | 0 | 14 | 217 | 391 | −174 | 8  |
| 10  | Newcastle Gosforth | 18 | 2  | 1 | 15 | 190 | 483 | −293 | 5  |

## Verdetti
- Bath: Campione d'Inghilterra
- London Irish, Newcastle Gosforth: retrocessa in National Division Two 1994-95